# Royal Aircraft Factory B.E.12
Le RAF B.E.12 est un biplan de chasse britannique de la Première Guerre mondiale.
Destiné à être utilisé comme avion de reconnaissance et de bombardement  longue portée, le BE12 a été mis en service en tant que chasseur, rôle dans lequel il s'est avéré désastreusement inadéquat, principalement en raison de sa très faible maniabilité.

## Développement
Le BE12 était  un BE2c dont le cockpit avant (observateur) avait été remplacé par un grand réservoir de carburant, et le moteur RAF 1 (en) de 90 ch du BE2c standard remplacé par le nouveau RAF 4 (en) de 150 ch . Les historiens de l'aviation considéraient autrefois ce modèle comme une tentative ratée de créer un avion de chasse basé sur le BE2 - qui a été improvisé et mis en service pour faire face à la menace du Fokker. Beaucoup d'écrivains perpétuent ce point de vue. JM Bruce, d'autre part, a souligné que cela est au mieux simpliste et ne correspond pas à l'histoire
Le prototype (une cellule BE2c modifiée équipée du moteur V12 refroidi par air RAF 4a plus puissant de 150 ch (110 kW) ) était déjà en cours de conversion en juin 1915, alors que le fléau Fokker ne peut pas être considéré comme ayant commencé avant la première victoire d'un Fokker E.I le 1er août, lorsque Max Immelmann abat un avion britannique qui bombarde l'aérodrome de Douai. Au moment où le BE12 a été conçu, la nécessité pour un avion de se défendre n'était en aucun cas aussi claire qu'elle le devint plus tard. L'idée de se passer complètement de l'armement défensif et de remplacer le siège de l'observateur par une capacité de carburant supplémentaire et / ou une charge de bombe a été caractérisée par plusieurs conceptions contemporaines, telles que les versions bombardier de l'Avro 504, et le Sopwith 1½ Strutter. En aucun cas le BE12 ne peut avoir été produit spécifiquement comme "réponse" au Fokker.
Au milieu de 1915, il n'y avait aucun moyen pour un avion tracteur monoplace  d'avoir un armement de tir vers l'avant car la synchronisation de tir n'existait pas avant décembre et n'a été disponible en nombre qu'en mars suivant. Le dernier chasseur monoplace Royal Aircraft Factory de l'époque, le FE8 , était un petit pousseur agile - prouvant au moins que ses concepteurs étaient très bien conscients des exigences de base d'un chasseur performant.
Le BE12 n'a pas non plus été "précipité" en service comme cela aurait pu être fait relativement facilement car il s'agissait d'une simple conversion d'un modèle en production. Les essais avec le prototype se sont poursuivis jusqu'à la fin de 1915 et semblent avoir été principalement concernés par le développement du nouveau moteur RAF 4, en particulier la conception d'une prise d'air satisfaisante. Le refroidissement des cylindres arrière du RAF 4, un V12 refroidi par air, et futur moteur du RE8, a toujours été assez douteux. Le modèle a également été testé comme bombardier. C'est en mai 1916 (lorsque le "fléau Fokker", et la supériorité aérienne allemande étaient terminés) qu'il fut décidé d'adapter au modèle un canon Vickers synchronisé, des essais d'armement avaient déjà été entrepris avec des mitrailleuses Lewis à tir vers le haut, similaires à ceux utilisés par la version chasseur de nuit.
La variante BE12a vola pour la première fois en février 1916 et avait les ailes modifiées du BE2e. Il était plutôt plus maniable que le BE12 mais avait peu d'améliorations.
Le BE12b utilisait la cellule BE2c et avait le moteur Hispano-Suiza de 200 ch. Il était conçu comme un chasseur de nuit et emportait des mitrailleuses Lewis montées sur les ailes à la place des Vickers synchronisés. Apparemment, il avait de bonnes performances, mais le moteur était plus urgent pour le SE5a et très peu de chasseurs BE12b sont entrés en service dans les escadrons de défense nationale. Certains de ceux construits n'ont jamais reçu de moteurs.

## Service opérationnel
La première escadrille BE12, la n°19 (en) n'atteint la France que le 1er août 1916. Elle est suivie par la seule autre escadrille à piloter ce type en France, la n°21 (en) , le 25. Comme on pouvait s'y attendre, le nouveau type avait toute la stabilité inhérente au BE2c et, lorsqu'il a été mis en service en tant que chasseur, il s'est avéré assez inutile, en particulier face aux nouveaux Halberstadt et Albatros. Il a continué à être utilisé comme bombardier mais une arme défensive efficace ne pouvait pas être montée, il était trop vulnérable et a finalement été retiré de toutes les fonctions de première ligne en France en mars 1917. Au moment où le BE12a est devenu disponible en nombre, le BE12 s'était déjà montré insatisfaisant et cette variante n'a jamais été utilisée opérationnellement en France.
Plusieurs escadrons de défense intérieure ont piloté des BE12, ainsi que des exemplaires des variantes BE12a et BE12b. Sa stabilité et sa portée étaient des avantages évidents pour un avion qui devait voler de nuit mais son taux de montée était insuffisant lorsqu'il était appelé à intercepter les dirigeables allemands améliorés de 1916/17, sans parler des avions qui les ont remplacés. Le Zeppelin L.48 a été abattu par un BE12 du Home Defense le 17 juin 1917  sinon il y a peu de succès enregistrés de ce type dans ce rôle. 
Le BE12b n'a servi que dans des escadrons de défense intérieure; les livraisons ont commencé à la fin de 1917, mais en raison du besoin plus urgent des escadrons SE5a du moteur Hispano-Suiza, beaucoup n'ont probablement jamais été équipés de moteur, ou ont été achevés en tant que BE12.

## Crédits
- (en) Cet article est partiellement ou en totalité issu de l’article de Wikipédia en anglais intitulé « Royal Aircraft Factory B.E.12 » (voir la liste des auteurs).